# Verfalldatum

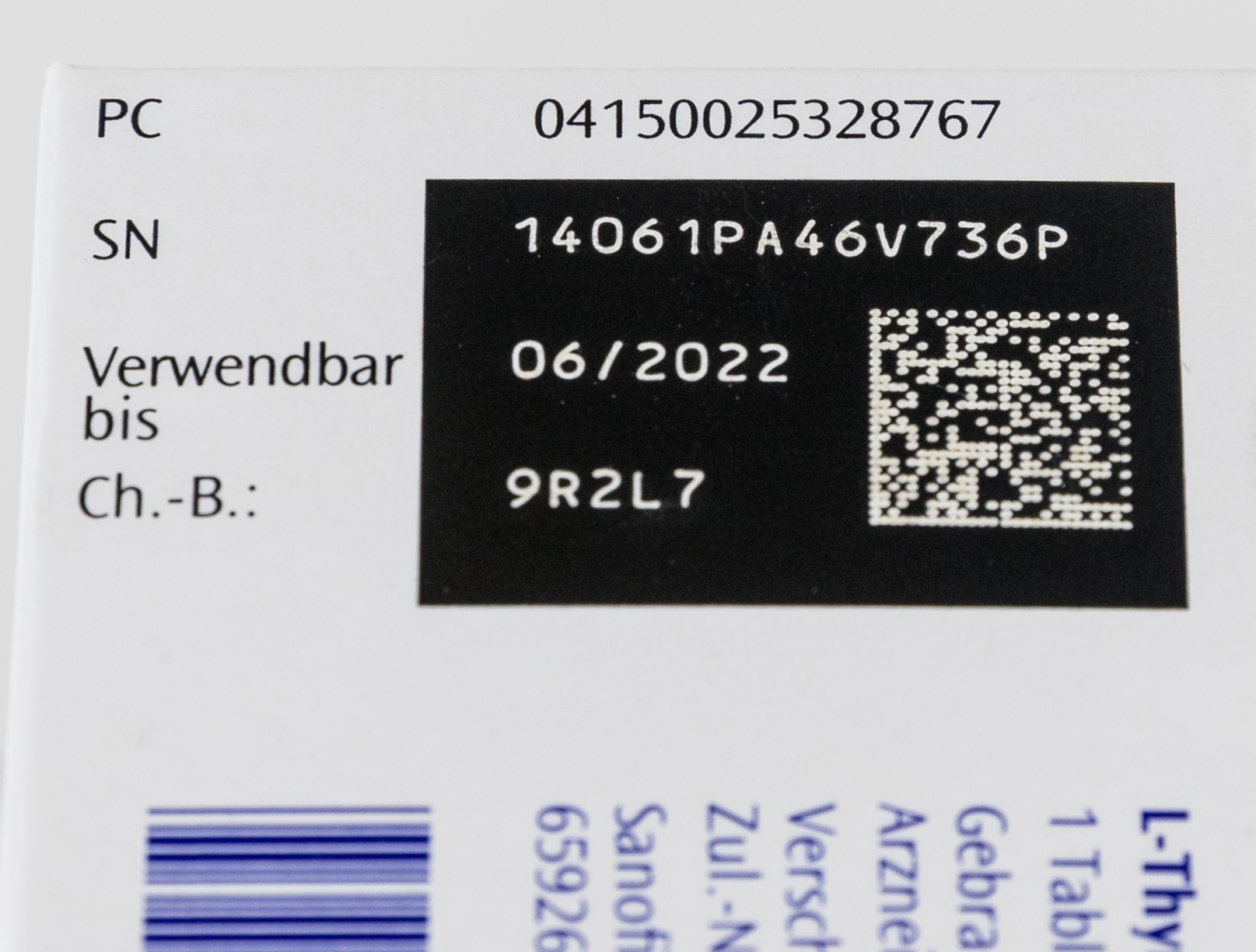
Verfalldatum auf einer Medikamentenverpackung

Das Verfalldatum (auch: Verfallsdatum) beschreibt bei Arzneimitteln und Medizinprodukten das auf der Verpackung  angegebene Datum, bis zu dem das Produkt zu verwenden ist (Laufzeit seitens des Herstellers). Es setzt eine ordnungsgemäße Lagerung voraus, die die Produktbeschaffenheit im Hinblick auf Qualität und Wirkung nicht verändert.
Fertigarzneimittel in Verpackungen zur Mehrfachentnahme enthalten neben dem  Verfalldatum häufig zusätzlich eine Angabe zur Haltbarkeit nach erstmaliger Öffnung des Behältnisses (Verwendbarkeit nach Anbruch, z. B. bei Augentropfen) oder nach der Gebrauchsfertigmachung (Verwendbarkeit nach Zubereitung, z. B. Herstellung eines Trockensaftes durch Zugabe von Wasser zur Trockensubstanz). Analog ist bei vor der Anwendung steril aufzubereitenden Medizinprodukten vorrangig vor dem vom  Hersteller aufgedruckten Datum das vom Aufbereiter angegebene Datum zu beachten, bis zu dem die sterile Anwendung möglich ist (Sterilgutlagerfrist).
Rechtsgrundlage ist:
- Deutschland: Medizinproduktegesetz, Arzneimittelgesetz und nachgeordnete Rechtsvorschriften
- Österreich:  Medizinproduktegesetz, Arzneimittelgesetz und nachgeordnete Rechtsvorschriften

Arzneimittel und Medizinprodukte, die das Verfalldatum überschritten haben, dürfen nicht mehr in Verkehr gebracht werden,
wobei etwa die Verwendung im militärischen Rahmen bei Notwendigkeit ausgenommen ist. Nach Untersuchungen der amerikanischen FDA und des US-Verteidigungsministeriums im Rahmen des Shelf Life Extension Program sind viele Medikamente bei kontinuierlich überwachter, beständiger sachgemäßer Lagerung oft noch Jahre nach Verfallsdatum sicher und wirksam verwendbar. Allerdings gilt die Haftung der Hersteller nur bis zum Verfallsdatum.
Die Angabe des Verfalldatums bzw. Verwendbarkeitsdatums (einschließlich der notwendigen Lagerungsbedingungen) auf der Verpackung ist für Fertigarzneimittel gesetzlich vorgeschrieben. Es ist unverschlüsselt, zumindest in Jahr und Monat, anzuführen, wobei die Worte „Verwendbar bis“ oder „Verw. bis“ voranzustellen sind. Bei kleinen Verpackungen und Blistern ist auch die Abkürzung EXP (für expiry date) möglich. Bei Rezepturarzneimitteln ist die Verwendbarkeitsfrist mit dem Hinweis „verwendbar bis“ unter Angabe von Tag, Monat und Jahr und, soweit erforderlich, die Angabe der Haltbarkeit nach dem Öffnen des Behältnisses oder nach Herstellung der gebrauchsfertigen Zubereitung auf den Behältnissen und, soweit verwendet, den äußeren Umhüllungen anzubringen.